# Pandanus pungens
Pandanus pungens är en enhjärtbladig växtart som beskrevs av Ryozo Kanehira. Pandanus pungens ingår i släktet Pandanus och familjen Pandanaceae.
Artens utbredningsområde är Sumatera. Inga underarter finns listade.